# Floscopa elegans
Floscopa elegans là một loài thực vật có hoa trong họ Commelinaceae. Loài này được Huber mô tả khoa học đầu tiên năm 1906.